# Duszanbe (stacja kolejowa)
Duszanbe – stacja kolejowa w Duszanbe, w Tadżykistanie. Jest największą stacją kolejową w kraju. Posiada 2 perony.